# 比雷 (奥恩省)
比雷（法語：Buré，法語發音：[byre] ⓘ）是法国奥恩省的一个市镇，属于莫尔塔涅欧佩什区。

## 地理
比雷（48°31'3"N, 0°24'20"E）面积5.65 平方千米，位于法国诺曼底大区奧恩省，该省份为法国西北部内陆省份，北起顺时针与卡爾瓦多斯省、厄尔省、厄尔-卢瓦省、萨尔特省、马耶讷省和芒什省接壤。
与比雷接壤的市镇（或旧市镇、城区）包括：萨尔特河畔库隆日、圣康坦德布拉武、拉梅尼耶尔、萨尔特河畔圣于连。

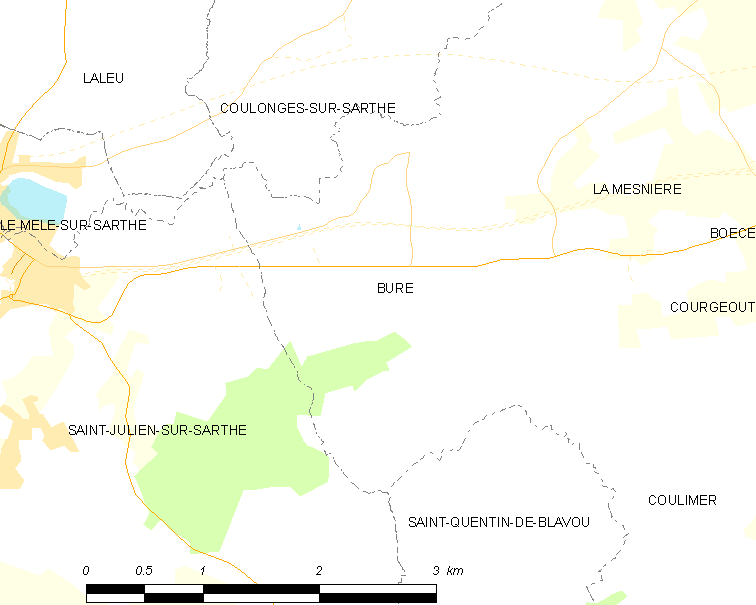
的OSM定位图

比雷的时区为UTC+01:00、UTC+02:00（夏令时）。

## 行政
比雷的邮政编码为61170，INSEE市镇编码为61066。

## 政治
比雷所属的省级选区为埃库沃县。

## 人口

1962-2008年间人口变化图示

比雷于2022年1月1日时的人口数量为101人。